# یواس‌اس کرمور (۱۹۰۷)
یواس‌اس کرمور (۱۹۰۷) (به انگلیسی: USS Kermoor (1907)) یک کشتی بود که طول آن ۳۷۸ فوت (۱۱۵ متر) بود. این کشتی در سال ۱۹۰۷ ساخته شد.